# ویکرز ویجت
ویکرز ویجت (به انگلیسی: Vickers Viget) یک هواپیمای ساختِ کارخانهٔ ویکرز در کشور بریتانیا است. این هواپیما برای نخستین بار در ۱۹۲۳ میلادی مورد استفاده قرار گرفت.